# Zapotitla, Veracruz
Zapotitla är en ort i Mexiko.   Den ligger i kommunen Zongolica och delstaten Veracruz, i den sydöstra delen av landet, 250 km öster om huvudstaden Mexico City. Zapotitla ligger 1 286 meter över havet och antalet invånare är 155.
Terrängen runt Zapotitla är huvudsakligen bergig, men åt sydväst är den kuperad. Runt Zapotitla är det ganska tätbefolkat, med 144 invånare per kvadratkilometer. Närmaste större samhälle är Zongolica, 13,8 km norr om Zapotitla. I omgivningarna runt Zapotitla växer i huvudsak städsegrön lövskog.